# Dricus du Plessis
Pour les articles homonymes, voir du Plessis.
Dricus du Plessis, né le 14 janvier 1994 à Welkom (Afrique du Sud), est un pratiquant sud-africain d'arts martiaux mixtes (MMA). Il combat actuellement dans la catégorie des poids moyens de l'Ultimate Fighting Championship (UFC).
Il a précédemment participé à la division des poids moyens de l'Extreme Fighting Championship (EFC), où il est l'ancien champion des poids moyens et des poids mi-moyens. Professionnel depuis 2013, il a également concouru pour l'organisation polonaise Konfrontacja Sztuk Walki (KSW). En janvier 2024, à la suite de sa victoire contre Sean Strickland, il est champion poids moyens de l'UFC,. Il devient par la même occasion le premier champion sud-africain de l'histoire de l'UFC. Il perd son titre en août 2025 face à Khamzat Chimaev.

## Biographie

### Origines
Issue de la communauté des Afrikaner, Dricus a des origines françaises étant descendant de français huguenots qui avaient émigré vers l'Afrique du Sud, afin de fuir en France les persécutions religieuses au XVIIe siècle.

### Jeunesse
Dricus du Plessis commence à pratiquer le judo à l'âge de cinq ans avant de finalement se tourner vers le kick-boxing à 14 ans. Il devient ensuite champion du monde WAKO en K-1, puis se dirige vers les arts martiaux mixtes (MMA) après avoir réalisé qu'il n'y avait pas assez d'argent à gagner en kick-boxing,. Il fréquente l'université de Pretoria où il étudie l'économie agricole, mais abandonne au cours de la dernière année pour poursuivre pleinement sa carrière en arts martiaux mixtes.

## Carrière dans les arts martiaux mixtes

### Début de carrière à l'EFC (2013-2017)
Du Plessis fait ses débuts professionnels en 2013, amassant un record d'invincibilité de 4-0 avant d'affronter le futur vétéran de l'UFC et alors champion des poids moyens de l'EFC Garreth McLellan à l'EFC Africa 33, perdant par soumission (guillotine) au troisième round.
En juin 2015, du Plessis fait ses débuts en poids mi-moyens à l' EFC Africa 40 contre Dino Bagattin, gagnant par soumission au deuxième round. Après avoir fait 3-0 en 2015, du Plessis affronte vétéran Martin van Staden à l'EFC 50, le 17 juin 2016, pour le titre vacant de champion des poids mi-moyens de l'EFC. Du Plessis gagne par soumission (guillotine) au troisième round,. Il devait ensuite défendre son titre contre l'un de ses anciens détenteurs, Henry Fadipe. Cependant, le combat est annulé car Fadipe rencontre des problèmes de visa.
Du Plessis a fait son retour à l'EFC en 2017, battant le Brésilien Mauricio Da Rocha Jr. dans un combat de poids mi-moyens, avant d'affronter Yannick Bahati à l'EFC Africa 62 pour le championnat des poids moyens. Le Sud-africain s'impose par étranglement dès le premier round, devenant ainsi champion dans de deux catégories de poids au sein de la promotion.

### Konfrontacja Sztuk Walki (2018-2019)
En 2018, du Plessis rejoint l'organisation polonaise Konfrontacja Sztuk Walki (KSW). Il doit affronter le champion poids mi-moyens KSW Roberto Soldić lors du KSW 43: Soldić vs. Du Plessis le 14 avril. Dans un renversement, du Plessis détrône Soldic par TKO, après l'avoir fait tomber avec un crochet gauche. Les deux s'affrontent de nouveau, pour une revanche quelques mois plus tard, à l'occasion du KSW 45: De Fries vs. Bedorf à l'automne de cette même année. Cette fois, du Plessis est vaincu par KO au troisième round. Il combat une dernière fois avec cette organisation lors du KSW 50 contre le combattant germano-brésilien Joilton Santos, qu'il a bat par TKO.

### Retour à l'EFC (2019)
Dricus du Plessis fait son retour à l'Extreme Fighting Championship à l'occasion de l'EFC Africa 80, fin 2019. Il affronte Brendan Lesar pour le titre de champion EFC des poids moyens. Il s'impose par soumission dès le premier round.

### Ultimate Fighting Championship (depuis 2020)

#### Parcours sans défaite
Dricus du Plessis fait ses débuts à l'UFC à Abou Dabi, contre le Brésilien Markus Perez le 11 octobre 2020, à l'occasion de l'UFC Fight Night 179. Il remporte son premier combat dans l'organisation américaine par KO dès le premier round. Il devait ensuite affronter Trevin Giles le 20 mars 2021 à l'UFC on ESPN 21. Cependant, du Plessis se retire en raison de problèmes de visa qui limitaient ses déplacements et est finalement remplacé par le Géorgien Roman Dolidze. Le combat avec Giles est toutefois reporté au 10 juillet 2021 lors de l'UFC 264. Il remporte ce combat par KO au deuxième round. Sa prestation est désignée Performance de la soirée.
Puis, du Plessis devait affronter Chris Curtis le 9 avril 2022 lors de l'UFC 273. Cependant, Curtis se retire en raison d'une blessure au poignet avant d'être remplacé par Anthony Hernandez. Cependant, les combats dont de nouveau reportés après le retrait de Nassourdine Imavov pour des problèmes de visa, alors qu'il devait se battre face à Kelvin Gastelum. C'est donc du Plessis qui doit désormais affronter Gastelum. Cependant, ce dernier se retire une semaine avant l'événement en raison d'une blessure non divulguée et son combat contre le Sud-africain est encore une fois annulé. Du Plessis affronte finalement Brad Tavares à l'UFC 276 le 2 juillet 2022. Il remporte le combat sur décision unanime.
Six mois plus tard, le 10 décembre 2022, il affronte l'Anglais Darren Till à l'UFC 282 et s'impose par soumission au troisième round. Sa prestation est désignée Combat de la soirée. Du Plessis affronte quelque temps plus tard l'Américain Derek Brunson, le 4 mars 2023 à l'UFC 285,. Il remporte le combat par KO technique durant le deuxième round. Ensuite, le Sud-Africain combat Robert Whittaker, alors classé troisième de sa catégorie, à l'UFC 290. Le Néo-Zélandais étant pourtant favoris, Dricus du Plessis s'impose par TKO dans le deuxième round. Sa prestation est désignée Performance de la soirée.

#### Champion des poids moyens de l'UFC
Après cette victoire prestigieuse contre Robert Whittaker, il espère affronter le Nigérian Israel Adesanya pour le titre de champion. Ce dernier ayant perdu sa ceinture de champion face à Sean Strickland, Dricus du Plessis combat alors l'Américain pour le titre des poids moyens, lors de l'UFC 297 à Toronto, le 20 janvier 2024. Au terme d'un combat très serré, le Sud-Africain l'emporte par décision partagée et devient le nouveau champion de sa catégorie. Il devient alors le premier champion Sud-Africain de l'histoire de l'UFC. Sa prestation est désignée Combat de la soirée.
Le 18 août 2024, il affronte le Nigérian Israel Adesanya à Perth, en Australie, lors de l'UFC 305. Il remporte le combat par soumission lors de la quatrième reprise,,. Le 9 février 2025, il affronte pour la deuxième fois l'Américain Sean Strickland à Sydney, en Australie, lors de l'UFC 312. Il remporte le combat par décision unanime,,.

#### Perte du titre
Le 16 août 2025, il affronte l'Émirien Khamzat Chimaev à Chicago, dans l'Illinois, lors de l'UFC 319. Il perd le combat par décision unanime après avoir été largement dominé pendant toute la durée du combat (50-44, 50-44, 50-44),,.

## Palmarès en arts martiaux mixtes

### Distinctions
- Extreme Fighting Championship
  - Champion des poids mi-moyens en 2016.
  - Champion des poids moyens en 2017.
- Konfrontacja Sztuk Walki
  - Champion des poids mi-moyens en 2018.
- Ultimate Fighting Championship
  - Performance de la soirée (× 2) : face à Trevin Giles et Robert Whittaker[23],[36].
  - Combat de la soirée (× 2) : face à Darren Till et Sean Strickland[32],[39].
  - Champion des poids-moyens de janvier 2024 à août 2025.

### Historique des combats
| 26 combats     | 23 victoires | 3 défaites |
| Par KO         | 9            | 1          |
| Par soumission | 11           | 1          |
| Sur décision   | 3            | 1          |

| Résultat | Record | Adversaire            | Méthode                                 | Événement                                | Date              | Round | Temps | Lieu                           | Notes                                                                |
| -------- | ------ | --------------------- | --------------------------------------- | ---------------------------------------- | ----------------- | ----- | ----- | ------------------------------ | -------------------------------------------------------------------- |
| Défaite  | 23-3   | Khamzat Chimaev       | Décision unanime                        | UFC 319 : du Plessis contre Chimaev      | 16 août 2025      | 5     | 5:00  | Chicago, Illinois              | Perd le titre des poids moyens de l'UFC.                             |
| Victoire | 23-2   | Sean Strickland       | Décision unanime                        | UFC 312 : du Plessis contre Strickland 2 | 9 février 2025    | 5     | 5:00  | Sydney, Australie              | Défend le titre des poids moyens de l'UFC.                           |
| Victoire | 22-2   | Israel Adesanya       | Soumission (étranglement arrière)       | UFC 305                                  | 18 août 2024      | 4     | 3:38  | Perth, Australie               | Défend le titre des poids moyens de l'UFC.                           |
| Victoire | 21-2   | Sean Strickland       | Décision partagée                       | UFC 297                                  | 20 janvier 2024   | 5     | 5:00  | Toronto, Canada                | Remporte le titre des poids moyens de l'UFC. Combat de la soirée.    |
| Victoire | 20-2   | Robert Whittaker      | TKO (coups de poing)                    | UFC 290                                  | 8 juillet 2023    | 2     | 2:23  | Las Vegas, Nevada              | Performance de la soirée.                                            |
| Victoire | 19-2   | Derek Brunson         | TKO (coups de poing)                    | UFC 285                                  | 4 mars 2023       | 2     | 4:59  | Las Vegas, Nevada              |                                                                      |
| Victoire | 18-2   | Darren Till           | Soumission (étranglement arrière)       | UFC 282                                  | 10 décembre 2022  | 3     | 2:43  | Las Vegas, Nevada              | Combat de la soirée.                                                 |
| Victoire | 17-2   | Brad Tavares          | Décision unanime                        | UFC 276                                  | 2 juillet 2022    | 3     | 5:00  | Las Vegas, Nevada              |                                                                      |
| Victoire | 16-2   | Trevin Giles          | KO (coups de poing)                     | UFC 264                                  | 10 juillet 2021   | 2     | 1:41  | Las Vegas, Nevada              | Performance de la soirée.                                            |
| Victoire | 15-2   | Markus Perez          | KO (coups de poing)                     | UFC Fight Night: Moraes vs. Sandhagen    | 11 octobre 2020   | 1     | 3:22  | Abou Dabi, Émirats arabes unis |                                                                      |
| Victoire | 14-2   | Brendan Lesar         | Soumission (étranglement en guillotine) | EFC 83                                   | 14 décembre 2019  | 1     | 4:15  | Gauteng, Afrique du Sud        |                                                                      |
| Victoire | 13-2   | Joilton Santos        | TKO (coups de poing)                    | KSW 50                                   | 14 septembre 2019 | 2     | 3:04  | Londres, Royaume-Uni           |                                                                      |
| Défaite  | 12-2   | Roberto Soldić        | KO (coups de poing)                     | KSW 45                                   | 6 octobre 2018    | 3     | 2:33  | Londres, Royaume-Uni           | Perd son titre de champion des poids mi-moyens. Combat de la soirée. |
| Victoire | 12-1   | Roberto Soldić        | TKO (coups de poing)                    | KSW 43                                   | 14 avril 2018     | 2     | 1:37  | Wrocław, Pologne               | Remporte le titre des poids mi-moyens du KSW.                        |
| Victoire | 11-1   | Yannick Bahati        | Soumission (étranglement en guillotine) | EFC 62                                   | 19 août 2017      | 1     | 1:30  | Gauteng, Afrique du Sud        | Remporte le titre des poids moyens de l'EFC.                         |
| Victoire | 10-1   | Maurício da Rocha Jr. | TKO (coups de poing)                    | EFC 59                                   | 13 mai 2017       | 1     | 3:58  | Gauteng, Afrique du Sud        |                                                                      |
| Victoire | 9-1    | Rafał Haratyk         | Soumission (étranglement en guillotine) | EFC 56                                   | 9 décembre 2016   | 2     | 3:34  | Gauteng, Afrique du Sud        |                                                                      |
| Victoire | 8-1    | Martin van Staden     | Soumission (étranglement en guillotine) | EFC 50                                   | 17 juin 2016      | 3     | 3:59  | Gauteng, Afrique du Sud        | Remporte le titre vacant des poids mi-moyens de l'EFC.               |
| Victoire | 7-1    | Bruno Mukulu          | Soumission (étranglement arrière)       | EFC 46                                   | 12 décembre 2015  | 2     | 2:50  | Gauteng, Afrique du Sud        |                                                                      |
| Victoire | 6-1    | Dino Bagattin         | Soumission (étranglement arrière)       | EFC 40                                   | 6 juin 2015       | 2     | 3:33  | Gauteng, Afrique du Sud        |                                                                      |
| Victoire | 5-1    | Darren Daniel         | Soumission (étranglement arrière)       | EFC 37                                   | 21 février 2015   | 1     | 4:50  | Gauteng, Afrique du Sud        |                                                                      |
| Défaite  | 4-1    | Garreth McLellan      | Soumission (étranglement en guillotine) | EFC 33                                   | 30 août 2014      | 3     | 2:12  | Gauteng, Afrique du Sud        | Pour le titre de champion des poids moyens de l'EFC.                 |
| Victoire | 4-0    | Donavin Hawkey        | TKO (coups de poing)                    | EFC 27                                   | 27 février 2014   | 1     | 4:50  | Gauteng, Afrique du Sud        |                                                                      |
| Victoire | 3-0    | JC Lamprecht          | Soumission (étranglement arrière)       | EFC 24                                   | 10 octobre 2013   | 3     | 1:54  | Gauteng, Afrique du Sud        |                                                                      |
| Victoire | 2-0    | Bruno Mukulu          | Soumission (étranglement arrière)       | EFC 23                                   | 12 septembre 2013 | 1     | 2:34  | Gauteng, Afrique du Sud        |                                                                      |
| Victoire | 1-0    | Tshikangu Makuebo     | TKO (coup de genou)                     | EFC 21                                   | 25 juillet 2013   | 1     | 1:81  | Gauteng, Afrique du Sud        |                                                                      |